# Madeline Merritt
Pour les articles homonymes, voir Madeline et Merritt.
Madeline Merritt, née en Californie, est une actrice, réalisatrice, scénariste et productrice américaine.

## Filmographie

### Actrice
- 2008 : The Time Machine: A Chad, Matt & Rob Interactive Adventure (court métrage) : l'associée
- 2009 : The Worst Thing (court métrage) : Devorez
- 2009 : A Prior Engagement (court métrage) : Magda
- 2010 : A Tear (court métrage) : Madeline
- 2011 : Brando Unauthorized : Sally
- 2012 : The Guest House : Amy
- 2013 : American Idiots : Angie Allan
- 2013 : Army of the Damned : Patricia Woods
- 2014 : The Opposite Sex : madame Havacamp
- 2014 : Auteur : Kate Rivers
- 2014 : Africa (court métrage) : Starlet
- 2015 : In the Still of the Night (court métrage) : Inger
- 2015 : Bastards y Diablos : la mère d'Ed
- 2015 : The Uber Diaries: Hollywood (court métrage) : Kate
- 2015 : Similitude (court métrage) : la seconde femme

### Réalisatrice - productrice - scénariste
| année | film               | réalisatrice | productrice | scénariste | notes         |
| ----- | ------------------ | ------------ | ----------- | ---------- | ------------- |
| 2008  | Fast as You Can    | Oui          |             | Oui        | court métrage |
| 2009  | A Prior Engagement |              | Oui         | Oui        | court métrage |
| 2015  | Bastards y Diablos |              | Oui         |            | court métrage |